# Dietrich Kröncke
Dietrich Kröncke (* 27. März 1944 in Hameln) ist ein deutscher Rechtsanwalt, Arbeitgeberverbands-Geschäftsführer und Musikwissenschaftler. Er lebt in Hannover und arbeitet seit seiner Pensionierung als Buchautor und Musikwissenschaftler.

## Leben
Nach einem Jurastudium begann er 1969 seine Tätigkeit beim niedersächsischen Verband der Metallindustriellen (NiedersachsenMetall), dem bundesweiten Arbeitgeberverband der deutschen Kautschukindustrie (ADK) und mehrerer kleinerer Arbeitgeberverbände. Von 1992 bis 2009 war er Hauptgeschäftsführer dieser Verbände. In seine Zeit als Hauptgeschäftsführer fallen zahlreiche richtungsweisende Tarifabschlüsse mit der IG Metall und der IG BCE, so. z. B. im Jahr 1996 zur Entgeltfortzahlung im Krankheitsfall. Er war 2007 Mitbegründer der IdeenExpo in Hannover. Im Jahr 2005 erhielt er den niedersächsischen Verdienstorden.
Nach seiner Pensionierung im Jahre 2009 wandte er sich der historischen Musikwissenschaft zu und forscht vor allem zum Komponisten Richard Strauss.

## Veröffentlichungen
- Neues von Richard Strauss, Verlag Hans Schneider, Tutzing 2011. ISBN 978-3862960217
- Richard Strauss und Thomas Mann – 1933, Verlag Hans Schneider, Tutzing 2013. ISBN 978-3862960637
- Frohe Zeit und treffliche Kapelle – Komponisten in Hannover, Werhahn Verlag, Hannover 2016. ISBN 978-3-86525-549-5
- Richard Strauss und die Juden – Jüdische Freunde, Dichter und Musiker, Die Jahre  1933–1949, Hollizer Verlag, Wien 2021, ISBN 978-3-99012-916-6